# Misericoccus tumida
Misericoccus tumida är en insektsart som först beskrevs av Robert Newstead 1897.  Misericoccus tumida ingår i släktet Misericoccus och familjen ullsköldlöss.
Artens utbredningsområde är Algeriet. Inga underarter finns listade i Catalogue of Life.